# 정선경
정선경(본명: 김성희, 본래 1971년 2월 8일 음력 1971년 1월 13일 ~ )은 대한민국의 배우이다.
- 1982년 북아메리카 북아메리카 미국으로 이민 하고 미국 마이에미 어린이 초등학교 6학년 연극 배우 데뷔 하였다.
- 1983년 2월 아시아 대한민국 서울특별시로 돌아온뒤 활동 중단 받고 중학교 1학년 입학 하기전에 돌아왔고 초등학교 졸업 하였다.
- 1994년 영화 《너에게 나를 보낸다》로 데뷔하였으며, '엉덩이가 예쁜 여자'라는 수식어를 얻으며 스타덤에 올랐다.
- 이어 1995년 영화 《개같은 날의 오후》, 《돈을 갖고 튀어라》 등에 출연하였으나, 2007년 갑작스레 결혼을 발표 한 후 영화에서는 활동이 뜸해졌고 주로 드라마에 출연하였다.[1]

## 학력
- 서울언북국민학교 1977년 3월 ~ 1983년 2월 (졸업)
- 숙명여자고등학교(졸업)
- 한양대학교 ERICA캠퍼스 생활무용학과(졸업)
- 연세대학교 행정대학원 사회복지학과(졸업)

## 출연 작품

### 드라마
- 1995년 SBS 대하드라마 《장희빈》 ... 장희빈 역
- 1996년 SBS 드라마 스페셜 《사랑의 이름으로》 ... 혜영 역
- 1997년 KBS2 주말연속극 《파랑새는 있다》 ... 김봉미 역
- 1998년 MBC 주말연속극 《사랑과 성공》 ... 김명지 역
- 1999년 SBS 일일연속극 《약속》 ... 오지영 역
- 1999년 MBC 미니시리즈 《국희》 ... 송신영 역
- 2000년 KBS1 일일연속극 《좋은걸 어떡해》 ... 수경 역
- 2001년 SBS 부부시트콤 《허니허니》 ... 선경 역
- 2001년 KBS2 특별기획 드라마 《명성황후》 ... 영보당 귀인 이씨 역
- 2001년 KBS2 주말연속극 《동양극장》 ... 문예봉 역
- 2001년 MBC 일일연속극 《매일 그대와》 ... 정미연 역
- 2002년 EBS 어린이드라마 《TV로 보는 원작동화 - 나쁜 어린이 표》 ... 선생님 역
- 2002년 MBC 월화드라마 《고백》 ... 최영주 역
- 2003년 MBC 일요아침드라마 《기쁜 소식》 ... 계승희 역
- 2003년 ~ 2004년 KBS1 대하드라마 《무인시대》 ... 이의민의 처, 최씨 역
- 2003년 MBC 일일연속극 《귀여운 여인》 ... 최승은 역
- 2004년 KBS2 아침드라마 《용서》 ... 이인영 역
- 2005년 SBS 드라마 스페셜 《돌아온 싱글》 ... 장현금 역
- 2005년~2006년 SBS 대하드라마 《서동요》 ... 마나모진 역
- 2006년 SBS 금요드라마 《나도야 간다》 ... 경숙 역
- 2007년 SBS 월화드라마《강남엄마 따라잡기》 ... 이미경 역
- 2009년 MBC 일일시트콤 《태희 혜교 지현이》 ... 정선경 역
- 2010년 KBS2 장애인의날특집극 《굿 프렌즈》 ... 승철 모 역
- 2011년 KBS2 장애인의날특집극 《그대로도 괜찮아》 ... 은하 모 역
- 2011년 MBC 2부작특집극 《나는 살아있다》 ... 수연 역
- 2012년 TV 도쿄 《사랑하는 메종~레인보우 로즈》 ... 박미숙 역
- 2013년 JTBC 대하드라마 《궁중잔혹사 - 꽃들의 전쟁》 ... 한옥 역
- 2013년~2014년 KBS2 수목드라마 《예쁜 남자》 ... 이김 역
- 2015년 KBS2 장애인의 날 특집드라마 《윈드미라클의 바람동화》 ... 소연 엄마 역
- 2016년 KBS2 장애인의 날 특집드라마 《퍼펙트 센스》 ... 선경 역
- 2016년 KBS2 수목드라마 《함부로 애틋하게》 ... 이은수 역
- 2017년 KBS2 장애이해교육드라마 《비바앙상블》 ... 샤넬리아 정 역
- 2018년 KBS2 장애이해교육드라마 《반짝반짝 들리는》 ... 현성 모 역

### 방송
- 1996년 KBS1 《TV는 사랑을 싣고》
- 2001년 SBS 《초특급 일요일 만세》
- 2004년 KBS1 《체험 삶의 현장》
- 2007년 KBS2 《해피 선데이》 여걸 식스

### 영화
| 제목                      | 상영년도 | 역할             |
| ------------------------- | -------- | ---------------- |
| 혼자뜨는 달               | 1994년   | 윤경 역          |
| 너에게 나를 보낸다        | 1994년   | 바지 역          |
| 엄마에게 애인이 생겼어요! | 1995년   | 윤수 역          |
| 개같은 날의 오후          | 1995년   | 장윤희 역        |
| 돈을 갖고 튀어라          | 1995년   | 은지 역          |
| 그들만의 세상             | 1996년   | 춘향 역          |
| 지상만가                  | 1997년   | 세희 역          |
| 3인조                     | 1997년   | 마리아 역        |
| 신혼여행                  | 2000년   | 주고은 역        |
| 아홉살 인생               | 2004년   | 여민의 어머니 역 |
| 아스라이                  | 2008     | 시사회 관객 역   |
| 부산                      | 2009     | 이선화, 은지 역  |
| 수상한 고객들             | 2011     | 최복순 역        |
| 남과 여                   | 2016     | 상희 역          |
| 어느날                    | 2017     | 미소 모 역       |
| 로마서 8:37               | 2017     | 선경 역          |

### 광고
- 1995 푸른화장품 노블레스 - 감옥
- 1997 하이트맥주 - 정선경 편
- 2002 콜드쥬스 - 김원희, 정선경 편
- 2001 제일약품 케펜텍 (이덕화와 함께 출연) - 여인천하 패러디
- 2004 신일해피트리 - 사는 것만으로도 행복합니다
- 2008 오뚜기 백세카레 (feat. 김소형)
- 2009 명인제약 이가탄 (feat. 송대관, 태진아)

## 수상
- 1994년 제15회 청룡영화상 신인여우상
- 1994년 제5회 춘사대상영화제 새얼굴 여자연기상 《너에게 나를 보낸다》
- 1995년 제33회 대종상 신인여우상
- 1995년 제31회 백상예술대상 영화부문 여자 신인연기상
- 1995년 제16회 청룡영화상 인기스타상
- 1995년 SBS 연기대상 신인연기상
- 1996년 제17회 청룡영화상 인기스타상
- 1996년 제32회 백상예술대상 영화부문 인기상
- 1996년 제19회 황금촬영상 시상식 최우수 인기여우상
- 1997년 KBS 연기대상 우수연기상
- 2000년 KBS 연기대상 우수연기상
- 2005년 보건복지부장관 표창
- 2009년 제29회 장애인의 날 대통령 표창